# Sonnet 18
 (novembre 2012).
Si vous disposez d'ouvrages ou d'articles de référence ou si vous connaissez des sites web de qualité traitant du thème abordé ici, merci de compléter l'article en donnant les références utiles à sa vérifiabilité et en les liant à la section « Notes et références ».
 (novembre 2012).
- Si vous ne connaissez pas le sujet, laissez ce bandeau (vous pouvez alors contacter les auteurs).
- Si vous supprimez le contenu mis en cause (vous pouvez préalablement contacter les auteurs),

argumentez précisément cette suppression dans la page de discussion
(un manque de référence n'est pas un argument ; une recherche réelle de référence doit avoir été effectuée, être formellement documentée).
Shall I compare thee to a summer's day?

Thou art more lovely and more temperate:

Rough winds do shake the darling buds of May,

And summer's lease hath all too short a date;

Sometime too hot the eye of heaven shines,

And often is his gold complexion dimm'd;

And every fair from fair sometime declines,

By chance or nature's changing course untrimm'd;

But thy eternal summer shall not fade,

Nor lose possession of that fair thou ow'st;

Nor shall Death brag thou wander'st in his shade,

When in eternal lines to time thou grow'st

So long as men can breathe or eyes can see,

So long lives this, and this gives life to thee.
— William Shakespeare
Traduction de François-Victor Hugo
Précédent Suivant
Le Sonnet 18, fréquemment intitulé Shall I compare thee to a summer's day? est un des plus célèbres parmi les 154 sonnets écrits par le dramaturge et poète William Shakespeare. Figurant parmi la suite de sonnets dédiés à un jeune homme (Fair Youth sequence), c'est-à-dire parmi les 126 premiers sonnets suivant l'édition de 1609, ce poème est le premier du cycle après l'introduction qu'on appelle les sonnets de la procréation. La plupart des spécialistes s'accordent désormais pour dire que le sujet original du poème, l'être aimé à qui le poète écrit, est un homme, bien que le poème ait été utilisé pour décrire une femme, notamment à cause du puritanisme, qui supprima toute référence au jeune homme dans les sonnets.
Dans ce sonnet, le poète compare son amour avec l'été, et soutient que son amour est meilleur. Le poète déclare également que l'être qu'il aime vivra toujours à travers les mots de ce poème. Les spécialistes ont trouvé des parallèles avec les poèmes d'Ovide Tristia et Amores, ces deux poèmes traitant d'amour. Le Sonnet 18 est écrit suivant la forme du sonnet shakespearien typique, avec 14 vers rimés de pentamètre iambique et une conclusion en distique. Des exégèses détaillées ont révélé plusieurs doubles sens dans le poème, ce qui permet une large interprétation.

## Paraphrase

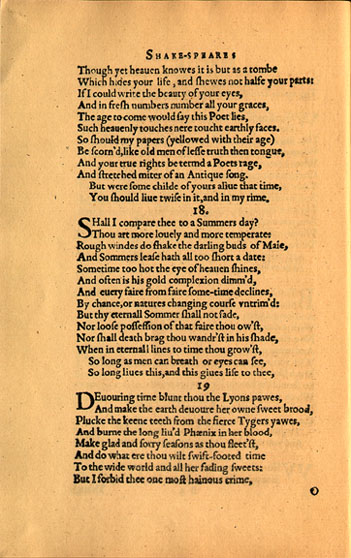
Un fac-similé de l'édition originale du Sonnet 18.

Le poème commence avec un vers d'adoration à l'être aimé : «Shall I compare thee to  a summer's day?». Le poète poursuit son adoration pour un être «more lovely and more temperate» qu'un jour d'été. Le poète liste plusieurs éléments négatifs au sujet de l'été. Il est trop court («summer's lease hath all too short a date») et parfois le soleil brille trop fort («Sometime too hot the eye of heaven shines.») Cependant, l'être aimé ainsi décrit possède une beauté qui durera toujours, à l'inverse de la beauté d'un jour d'été. En mettant la beauté de son amour sous la forme d'un poème, le poète préserve cette beauté pour toujours par le pouvoir des mots écrits. On entrevoit l'espoir d'un amour qui dure malgré le temps qui passe, et si ce n'est par les enfants, alors par le poème que développa leur amour qui, contrairement aux enfants, ne fanera pas.